# 교선일치
교선일치(敎禪一致)는 교종(敎宗), 즉 말과 글을 통하여 가르침을 펴는 종파와 선종(禪宗), 즉 말과 글에 의하지 않고 불타의 마음을 전하고자 하는 종파가 서로 일치한다는 주장이다. 전자는 천태종(天台宗)·화엄종(華嚴宗) 등이고 후자는 소위 선종(禪宗)을 말한다. 교선일치의 주장은 당(唐) 중기의 화엄종 제4대조인 징관(澄觀)의 사상으로부터 싹이 터서 제5대조 종밀(宗密)에 의하여 명료한 형태로 나타났다. 종밀은 처음 선을 공부하고 후에 징관의 가르침을 받아 화엄교학(華嚴敎學)에 정통하게 되었다. 그리하여 화엄과 선을 융합·일치시키고자 교선일치론을 주장하였다. 이 교선일치의 사상은 송대(宋代)에 이르러 차차 뚜렷해져서 선과 교종의 융합이 이루어지게 되었다.
오대(五代)와 송초(宋初)의 영명연수(永明延壽)의 교선일치 주장을 비롯하여 천태선·화엄선·염불선 등이 두드러지게 유행하게 되었다. 교종을 배우는 자가 선문(禪門)을 두드리기도 하고, 선에 몸 담은 자가 교종의 제학(諸學)을 탐구하는 일도 흔히 있었다. 송대 이후에는 대중적인 염불과 선을 융합시킨 염불선(念佛禪)이 가장 번성하였다.